# Agrostemma
Genre
Agrostemma est un genre de plantes herbacées appartenant à la famille des Caryophyllacées.

## Étymologie
Le nom de genre Agrostemma vient du grec agros, « champ » et stemma, « couronne », et évoque la beauté de la fleur.

## Liste d'espèces
Selon ITIS :
- Agrostemma brachyloba (Fenzl) Hammer
- Agrostemma githago L. - la nielle des blés

Selon BioLib (29 août 2015) :
- Agrostemma brachyloba (Fenzl) Hammer
- Agrostemma githago L.
- Agrostemma gracilis Boiss. ou Agrostemma gracile Boiss., 1854[3].